# Gălășești, Argeș
Gălășești este un sat în comuna Budeasa din județul Argeș, Muntenia, România.